# Герман Аншюц
Герман Аншюц (нім. Hermann Anschütz; 12 жовтня 1802, Кобленц — 30 серпня 1880) — німецький художник і педагог.
Дід німецького інженера-винахідника Германа Аншюц-Кемпфе.

## Біографія
Народився 12 жовтня 1802 року в місті Кобленці.
Малювати розпочав у шкільному віці. Оскільки його родина у фінансовому відношенні була досить забезпеченою, вступив до Вищої школи образотворчих мистецтв у Дрездені. Там він став учнем майстра історичного живопису Августа Гартмана.
У 1822 році перейшов до Академії мистецтв у Дюссельдорфі. Навчався у Петера фон Корнеліуса, який у 1826 році взяв Аншютца разом із його однокласниками Вільгельмом Каульбахом і Адамом Еберле до Мюнхена, для виконання великого замовлення. Там наступного року Герман Аншюц явив громадськості своє перше самостійне творіння — «Рішення Мідаса» (нім. Das Urteil des Midas. Король Баварії Людвиг I прийшов у захват і профінансував навчальну подорож художника до Неаполя у 1830—1831 роках.
Після повернення з Неаполя Герман Аншюц отримав місце доцента у Мюнхенській академії мистецтв. Спільно з Йоганом Гільтенспергером і Александром Штрехюбером малярський клас. Серед його учнів були Дьюла Бенцур, Теодор Горшельт, Франц Дефреггер, Ян Матейко, Ернст Ціммерман.
Помер 30 серпня 1880 року в Мюнхені.